# Anar Alizada
Anar Alizada (* 21. September 1978 in Naxçıvan) ist ein aserbaidschanischer Geschäftsmann, Besitzer und Geschäftsführer der Firmengruppe Union Grand Energy, Gründer der Firma Baku Business Factory, Gründer von SOCAR Trading (andere Gründer: SOCAR, Valeri Golovuschkin) und ehemaliger Präsident.

## Leben
Alizada wurde 1978 in der Stadt Naxçıvan geboren. Nach dem Abschluss der allgemeinbildenden Mittelschule hat er zwischen 1996 und 2000 am Bachelor-Studiengang „Wirtschaft“ der Staatlichen Universität Nachtschiwan studiert, später das Masterstudium nach dem Studienfach „Wirtschaftliche Verwaltung“ bei der Akademie für öffentliche Verwaltung des Präsidenten der Republik Aserbaidschan aufgenommen.
Seit Ende der 1990er-Jahre begann er seine Businesstätigkeit mit der Einfuhr verschiedener Produkte von der Republik Türkei in die Stadt Nachtischwan. Dann hat er sich mit der Einfuhr und Personenbeförderungen im Sinne des familiären Business beschäftigt.
Seit Anfang von 20. Jahre hat Anar Alizada in Baku angekommen und seine Businesstätigkeit in Baku fortgeführt. Er hat sein erstes Kapital aus der Handelstätigkeit zwischen der Türkei und Nachtschiwan im Immobilienmarkt der Stadt Baku angelegt. Einige Jahre später nach der unerwarteten Verteuerung der Immobilien hat er große Gewinne erworben.
Seit Mitte 2000 hat Alizada Handelsbeziehungen mit den Vereinigten Arabischen Emiraten aufgebaut. Dadurch hat er die erste Investitionsfirma Aserbaidschans in den Vereinigten Arabischen Emiraten gegründet, sich mit der Produktion und dem Verkauf von Computer- und Elektronikausrüstungen beschäftigt.

## Erdölsektor
Nach dem Beginn der Businesstätigkeit in den Vereinigten Arabischen Emiraten hat er sich im Erdölsektor betätigt. Zu diesem Zweck hat er die Firma Grand GmbH gegründet und sich mit der Handelstätigkeit und der Erbringung technischer Leistungen für Erdölfirmen beschäftigt. Diese Tätigkeit hat ihn zum Partner der SOCAR gemacht. Diese Partnerschaft hat zur Gründung der örtlichen SOCAR Trading AG geführt, die den Verkauf des aserbaidschanischen Erdöls (Azeri Light) im Weltmarkt durchführt. Anar Alizada, der Besitzer von 25 % der Aktien ist, hat innerhalb von sechs Jahren die Ämter als Generaldirektor und Vorsitzender des Direktorenrates bekleidet. Im Jahre 2012 hat er alle Aktien von SOCAR Trading AG zur Firma SOCAR verkauft.
Einige Zeit später hat er im Jahre 2007 alle seinen Firmen unter der Firma Union Grand Energy in Singapur gesammelt und eine Repräsentanz dieser Firma in Baku geöffnet.

## Sonstiges
Derzeit leitet Alizada einige Firmen, die im Handels-, Betriebs-, Erdöl- und Bausektor in Aserbaidschan, den Vereinigten Arabischen Emiraten, der Türkei und Singapur tätig sind. Seine Haupttätigkeit in Aserbaidschan besteht in der Erhöhung der Erdölproduktion in Boden-Erdölfeldern, der Bohrung der neuen Erdölfelder und ihrer Versorgung mit modernen Ausrüstungen, der Beteiligung am Projekt „Baku Ag Schahar“ und Unterstützung der Businessinitiative unter den Junioren.